# 10 décembre 1933
Le dimanche 10 décembre 1933 est le 344e jour de l'année 1933.

## Naissances
- Eduardo Pavlovsky (mort le 4 octobre 2015), dramaturge, acteur et psychiatre argentin
- Hirotaka Toyoshima (mort le 19 octobre 2013), peintre japonais
- Jean Raynal (mort le 12 octobre 1979), botaniste français
- Mako Iwamatsu (mort le 21 juillet 2006), acteur japonais
- Mino Loy, producteur et réalisateur italien

## Décès
- Gabriel Bonvalot (né le 13 juillet 1853), explorateur français de l'Asie centrale et du Tibet
- János Hadik (né le 23 novembre 1863), personnalité politique hongroise
- Joseph Aloysius Kessler (né le 12 août 1862), prélat catholique allemand

## Événements
- Création de la gare de Keisei Ueno
- Le prix Nobel de physique, qui n'avait pas été attribué en 1932, est remis rétroactivement au physicien allemand Werner Heisenberg, au Britannique Paul Dirac et à l'Autrichien Erwin Schrödinger, inventeurs de la mécanique ondulatoire
- Auteur d'une théorie chromosomique de l'hérédité, le biologiste américain Thomas Hunt Morgan reçoit le prix Nobel de médecine